# Saccharomyces pastorianus
Saccharomyces pastorianus Reess – gatunek jednokomórkowych grzybów zaliczanych do drożdży. Ich szczepy są wykorzystywane do produkcji piw typu lager.

## Systematyka i nazewnictwo
Drożdże Saccharomyces pastorianus posiadają skomplikowany genom, który utrudnia klasyfikację gatunku i stał się powodem licznych naukowych debat. Obecnie S. pastorianus uważa się za międzygatunkową hybrydę powstałą w wyniku skrzyżowania Saccharomyces cerevisiae i odkrytego w 2011 r. Saccharomyces eubayanus. Nie jest jednak jasne, kiedy i w jakich okolicznościach doszło do hybrydyzacji. Ponadto S. pastorianus obejmuje przynajmniej dwie odrębne linie genetyczne, nazywane Saaz i Frohberg, które mogły pojawić się w wyniku dwóch niezależnych krzyżowań gatunków rodzicielskich. Systematyka taksonu pozostaje przedmiotem badań.
Obecna nazwa Saccharomyces pastorianus została wprowadzona przez niemieckiego badacza Maxa Reessa w 1870 r. na cześć Ludwika Pasteura, który odkrył fizjologiczną naturę fermentacji alkoholowej oraz kluczową rolę, jaką odgrywają w niej drożdże. Przez wiele lat, począwszy od 1908 r., powszechnie używano nazwy synonimicznej Saccharomyces carlsbergensis, honorującej dorobek Emila Christiana Hansena, który pracując w laboratorium Carlsberga w Kopenhadze, rozwinął badania Pasteura i w 1883 r. jako pierwszy na świecie wyhodował czystą kulturę drożdży dolnej fermentacji, nazwaną pierwotnie „Unterhefe Nr. 1”. W publikacjach naukowych wciąż można spotkać się z nazwą Saccharomyces carlsbergensis, jednak zaprzestano jej powszechnego używania, m.in. ze względu na komercyjne skojarzenia z koncernem Carlsberg.
Pozycja w klasyfikacji według Index Fungorum: Saccharomycetaceae, Saccharomycetales, Saccharomycetidae, Saccharomycetes, Saccharomycotina, Ascomycota, Fungi.
Niektóre synonimy nazwy naukowej:
- Saccharomyces carlsbergensis E.C. Hansen 1908
- Saccharomyces festinans F.S. Ward & J.L. Baker 1929
- Saccharomyces monacensis E.C. Hansen 1908

## Charakterystyka
Komórki S. pastorianus morfologicznie są podobne do komórek swojego gatunku rodzicielskiego Saccharomyces cerevisiae i podobnie jak one rozmnażają się przez pączkowanie. Drożdże Saccharomyces pastorianus cechują się dobrymi zdolnościami fermentacyjnymi – dużą tolerancją na niskie temperatury i wysoką zdolnością do rozkładu maltozy i maltotriozy. Właściwości te czynią z nich jedne z najważniejszych mikroorganizmów wykorzystywanych w przemyśle. Wykorzystywane są m.in. przy produkcji piwa typu lager. Drożdże te działają w niższych temperaturach (8–15 °C), fermentują powoli i wykorzystują więcej cukrów brzeczkowych, pozostawiając czystszy, rześki smak.